# Ахмат (бойцовский клуб)
Бойцовский клуб «Ахмат» (англ. Fight club Akhmat) — профессиональный спортивный клуб из Чеченской Республики, имеет тренировочные базы в регионах России и СНГ, считается[кем?] одним из лучших бойцовских клубов. Был основан в 2014 году и назван в честь первого президента Чеченской Республики в составе России — Ахмата Кадырова.

## История
Спортивный клуб «Ахмат» был основан в середине 2014 года. Он был назван в честь героя России, первого Президента Чеченской Республики в составе России — Ахмата-Хаджи Кадырова. Клуб имеет филиалы в регионах России и в странах СНГ. Президентом бойцовского клуба «Ахмат» с момента его основания является командир «СОБР Терек» Абузейд Висмурадов. Главным тренером клуба является Мурад Бичуев.
В первое время клуб существовал в качестве базы, которая служила плацдармом для развития бокса в республике. За короткий промежуток времени клуб набрал обороты и начал стремительно расти и с конца 2016 года считался одним из лучших спортивных клубов в России. Ближе к концу 2016 года руководство клуба приняло решение развивать смешанные боевые искусства (ММА) наряду с боксом.
В конце 2018 года руководство бойцовских клубов «Беркут» и «Ахмат» из Чеченской Республики объявило об их слиянии. В связи с этим также было принято решение объединить лигу клуба Ахмат с лигой ACB, созданной на базе бойцовского клуба «Беркут». В декабре 2018 года руководство клуба «Ахмат» официально объявило о слиянии ACB и WFCA в единую лигу под названием Absolute Championship Akhmat. Президентом объединённой лиги стал Алексей Яценко, бывший руководитель российской бойцовской организации Tech-KREP FC.

## Руководство
- Рамзан Кадыров — основатель клуба;
- Абузайд Висмурадов — президент клуба;
- Муса Шихабов — вице-президент клуба.

## Тренеры
- Мурад Бичуев — главный тренер клуба[12];
- Ахмед Умаров — тренер по вольной борьбе;
- Умалт Патахов — тренер по боксу;
- Сайхан Жамалдинов — тренер по кикбоксингу;
- Дукхваха Берсанукаев — тренер по кикбоксингу;
- Зелимхан Гайрбеков — тренер по функциональной подготовке;
- Арби Джамбеков — ко-тренер;
- Арби Мурадов — тренер по БЖЖ;
- Шамиль Бекаев — тренер по БЖЖ;
- Руслан Лорсанов — тренер по боксу;
- Асланбек Дураев — тренер по ударной технике;
- Ислам Дацаев — тренер по джиу-джитсу и грэпплингу, президент федерации бразильского джиу-джитсу и грэпплинга Чеченской Республики.

## Известные бойцы клуба
- Абубакар Вагаев[13]
- Саламу Абдурахманов[14]
- Магомед Бибулатов[15]
- Абдул-Азиз Абдулвахабов[16]
- Адам Халиев[17]
- Апти Бимарзаев[18]
- Мухомад Вахаев[19]
- Адлан Ибрагимов
- Абдул-Керим Эдилов[20]
- Салман Жамалдаев[18]
- Черси Дудаев[21]
- Байсангур Сусуркаев
- Юсуф Раисов[22]
- Мехди Дакаев[23]
- Амир Эльжуркаев
- Джамбулат Селимханов[24]
- Сайфуллах Джабраилов
- Рахим Мидаев
- Висхан Магомадов
- Джаддал Алибеков
- Адам Масаев[25]
- Умалт Исрапилов
- Зелимхан Амиров
- Хусейн Шайхаев[26]
- Хусейн Халиев[27]
- Хасан Халиев[28]
- Хасан Асхабов[29]
- Хусейн Асхабов[29]
- Рустам Керимов
- Магомед Анкалаев[30]
- Максим Гришин[31]
- Шамиль Завуров[32]
- Саид Нурмагомедов[31]
- Александр Емельяненко[33]
- Фабрисио Вердум
- Амирхан Адаев[34]
- Беслан Ушуков[35]
- Джихад Юнусов[36]
- Альберт Дураев[37]
- Беслан Исаев[38]
- Муса Хаманаев[35]
- Руслан Магомедов[39]
- Юнус Евлоев[40]
- Мансур Хатуев[41]
- Магомедрасул Хасбулаев[18]
- Абдурахман Дудаев[21]
- Абдурахман Джанаев[42]
- Мехди Байдулаев[43]
- Виталий Бигдаш[19]
- Ибрагим Чужигаев
- Азамат Амагов[34]
- Алихан Вахаев[44]
- Алихан Сулейманов[45]
- Юсуп-Хаджи Зубариев
- Ахмед Ясаев
- Айнди Умаханов[44]
- Дауд Шайхаев[43]
- Ахмед Шерваниев[46]
- Хашим Тазуркаев[47]
- Адлан Батаев[35]
- Заурбек Башаев[48]
- Мурад Каламов[34]
- Имран Букуев[34]
- Магомед Сулумов[49]
- Шамиль Шахбулатов[50]
- Ахмед Хамзаев
- Джохар Эскиев
- Имам Витаханов
- Шамхан Данаев[51]
- Ахмед Гакиев
- Ислам Кончиев
- Ислам Исаев
- Ислам Умаров
- Магомед Гиназов
- Абдуррахман Темиров
- Асхаб Зулаев
- Байсангур Вахитов
- Хасейн Даудов[52]
- Эльдар Мунапов
- Имран Жулагов[29]
- Шамиль Ирасханов[28]
- Мансур Джамбураев[47]
- Диана 
Авсарагова
- Алихан Алханов